# チャウ・サイ・テヴォーダ
チャウ・サイ・テヴォーダ（Chau Say Tevoda、クメール語: ប្រាសាទចៅសាយទេវតា）は、カンボジアのアンコール遺跡にある寺院である。寺院はアンコール・トムのすぐ東に位置しており、勝利の門より続く道を挟んだ北側にトマノンがあり、ともにスーリヤヴァルマン2世（在位1113-1150年）のもと、12世紀前半に構築されたアンコール・ワット様式のヒンドゥー教寺院である。

## 構造

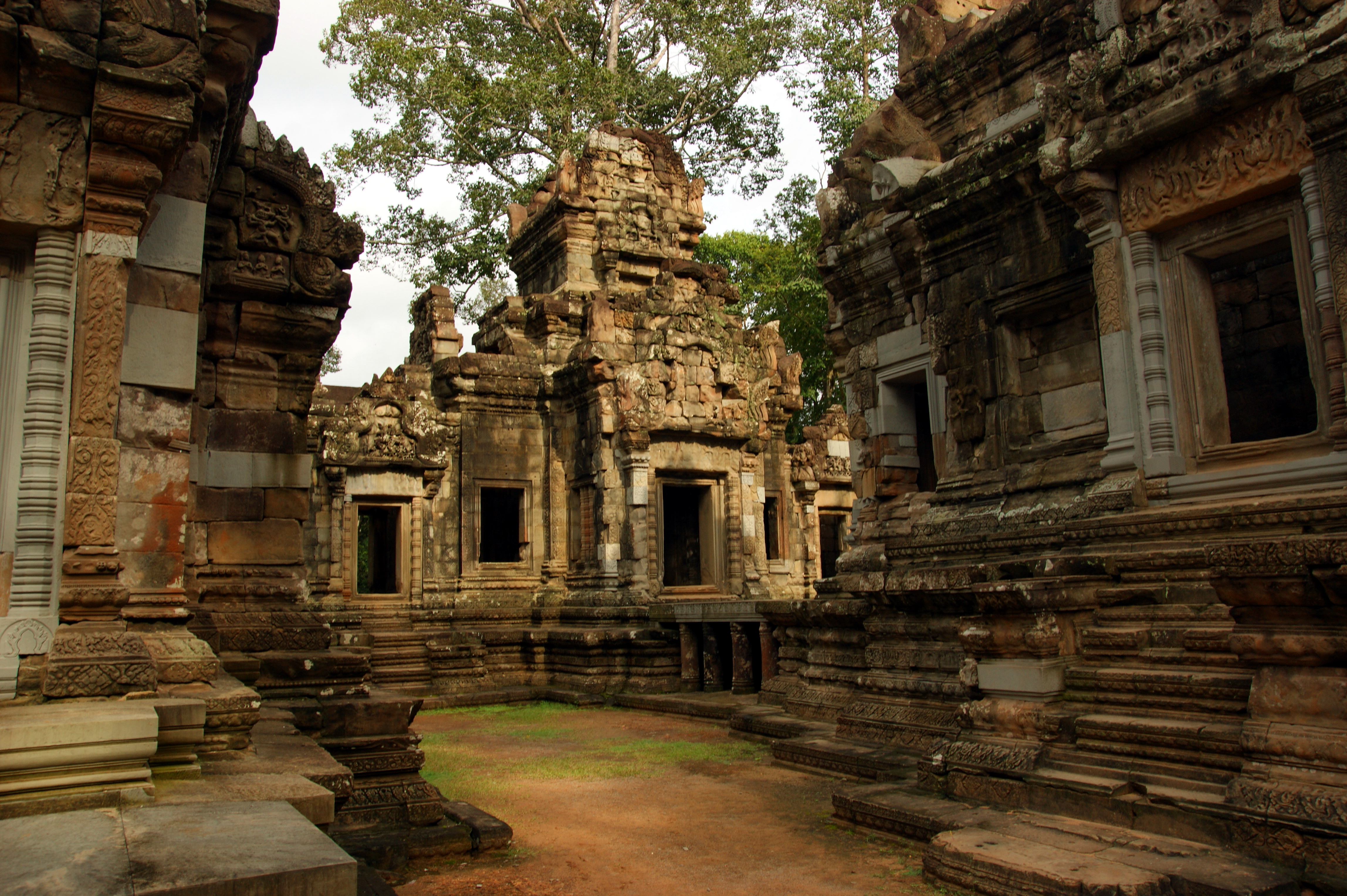
東楼門とその周辺

チャウ・サイ・テヴォーダの設計は向い合うトマノンとよく似るが、少し小さく東西50メートル、南北40メートルとなる。東が正面であり、東塔門へと続く参道には、八角形の支柱上に砂岩の敷石を置いた空中参道およびテラスなどが見られる。かつて祠堂を囲んだラテライト周壁の四面にはそれぞれ楼門（ゴープラ、gopura）が残る。東楼門から境内に入場し、拝殿を経て主祠堂につながる主軸東側の北と南に経蔵がある。

## 修復
チャウ・サイ・テヴォーダは、2000年から2009年まで中華人民共和国主導の修復事業のもとにあり入場が制限されていたが、2009年末に再開し、現在は全面的に入場可能である。